# マイケル・オーカーランド・レヴィット
マイケル・オーカーランド・レヴィット（Michael Okerlund Leavitt, 1951年2月11日 - ）は、アメリカ合衆国の政治家。共和党に所属し、14代目ユタ州知事、ジョージ・W・ブッシュ政権1期目で10代目アメリカ合衆国環境保護庁長官、ジョージ・W・ブッシュ政権2期目で8代目アメリカ合衆国保健福祉長官を務めた。

## 生い立ち
1951年2月11日にアメリカのユタ州シーダーシティにおいて誕生した。1973年に南ユタ大学を卒業し、経済学の学士号を取得した。

## ユタ州知事
1992年にユタ州知事に選出され、レヴィットは2002年まで11年連続でユタ州知事を務めた。また1996年の州知事選挙において圧倒的大差で再選した。レヴィットは2000年の州知事選挙でも勝利し、ユタ州史上2人目の3選知事となった。レヴィットは地域会議や全国会議においてリーダーシップをとり、1996年の州知事評議会では議長を務めた。

### ウェスタン・ガバナーズ大学
レヴィットはコロラド州のロイ・ローマー州知事と提携し、ウェスタン・ガバナーズ大学の創設を主導した。ウェスタン・ガバナーズ大学の創設に際してはレヴィットとローマーを含む19州の知事が関与し、非営利的な私立大学として創設する立法に署名を行った。ウェスタン・ガバナーズ大学はアメリカ史上初の完全オンライン授業の大学として発足した。

## 環境保護庁長官

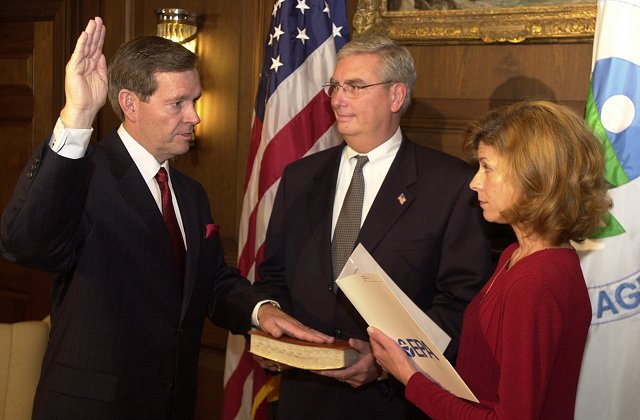
環境保護庁長官への就任宣誓を行うレヴィット

2003年8月11日、ジョージ・W・ブッシュ大統領はコロラド州オーロラでの記者会見において、レヴィットの環境保護庁長官起用を発表した。上院での承認投票は2003年10月28日に実施され、賛成88票・反対8票で承認された。2003年11月5日、レヴィットはユタ州知事を辞任し、10代目環境保護庁長官への就任宣誓を行った。

## 保健福祉長官

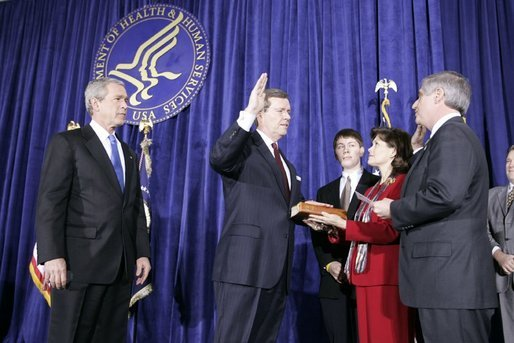
保健福祉長官への就任宣誓を行うレヴィット

2004年12月13日、レヴィットはジョージ・W・ブッシュ大統領から保健福祉長官として指名を受けた。レヴィットは2005年1月26日に、上院の発声投票で承認を受けた。
レヴィットはアメリカの安全に関する最大の脅威としてトリインフルエンザを指摘した。レヴィットは世界保健機関のマイケル・マッコイ博士の研究を引用し、トリインフルエンザは科学的研究を要する最大の懸案事項であると述べた。
レヴィットは保健福祉長官として、国土安全保障諮問評議会にも参加した。

## 選挙結果

### 1992年ユタ州知事選挙
| 候補者名               | 所属政党 | 得票数  | 得票率 |
| ---------------------- | -------- | ------- | ------ |
| マイケル・レヴィット   | 共和党   | 320,015 | 42 %   |
| メリル・クック         | 無所属   | 254,960 | 34 %   |
| スチュワート・ハンソン | 民主党   | 176,404 | 23 %   |

### 1996年ユタ州知事選挙
| 候補者名             | 所属政党 | 得票数  | 得票率 |
| -------------------- | -------- | ------- | ------ |
| マイケル・レヴィット | 共和党   | 500,293 | 75 %   |
| ジム・ブラッドリー   | 民主党   | 155,294 | 23 %   |

### 2000年ユタ州知事選挙[1]
| 候補者名                   | 所属政党       | 得票数  | 得票率 |
| -------------------------- | -------------- | ------- | ------ |
| マイケル・レヴィット       | 共和党         | 422,357 | 56 %   |
| ビル・オートン             | 民主党         | 320.186 | 42 %   |
| ジェレミー・フリードボーム | 独立アメリカ党 | 14,914  | 2 %    |
| ダブ・リチャーズ           | 自然法党       | 0       | 0 %    |